# Hlohovice
Hlohovice település Csehországban, Rokycanyi járásban. Hlohovice Kamenec, Terešov, Chomle, Mlečice, Kladruby, Vejvanov, Sebečice, Radnice, Bujesily és Lhotka u Radnic településekkel határos. Lakosainak száma 349 fő (2024. január 1.).

## Népesség
A település lakosságának változását az alábbi diagram mutatja:
| Lakosok száma | 1364 | 1158 | 1105 | 605  | 437  | 314  | 316  | 319  | 296  | 349  |
|               | 1869 | 1900 | 1921 | 1961 | 1980 | 2011 | 2016 | 2019 | 2021 | 2024 |